# Sainte-Angèle-de-Mérici
Sainte-Angèle-de-Mérici är en kommun i provinsen Québec i Kanada. Den ligger i regionen Bas-Saint-Laurent, i den östra delen av landet, 700 km nordost om huvudstaden Ottawa. Kommunen bildades 1989 genom sammanslagning av bykommunen och socknen med samma namn.